# Efferia hubbelli
Efferia hubbelli är en tvåvingeart som först beskrevs av James 1953.  Efferia hubbelli ingår i släktet Efferia och familjen rovflugor.
Artens utbredningsområde är Honduras. Inga underarter finns listade i Catalogue of Life.